# Challenge international Georges-Marrane
Le Challenge international Georges-Marrane est une compétition annuelle de clubs masculin de handball, créée en 1975. Le challenge, initié et organisé par l'Union sportive d'Ivry Handball, était jadis disputé exclusivement au Gymnase Auguste-Delaune à Ivry-sur-Seine. Depuis 1987, le Challenge utilise aussi le Palais omnisports de Paris-Bercy ou la halle Georges-Carpentier (Paris) pour ses grandes affiches et ses phases finales. Certains matchs ont même eu lieu à Beauvais, Dreux ou Pontault-Combault lors de l’édition 2006.
Le Challenge est ouvert aux équipes de clubs et aux sélections nationales.
Le trophée porte le nom de Georges Marrane (1888-1976), résistant et maire d'Ivry de 1925 à 1940 et de 1945 à 1965.

## Palmarès
- décembre 1975 : Tatabánya KC
- novembre 1976 : Tatabánya KC
- décembre 1977 : MAI Moscou
- février 1979 : Burevestnik Tbilissi
- février 1980 : MAI Moscou
- février 1981[1] : MAI Moscou
- mars 1982 : Granitas Kaunas
- mars 1983 : Zarja Astrakhan
- mars 1984 : ZII Zaporojié
- février 1985 : Granitas Kaunas
- février 1986[2] : Granitas Kaunas
- février 1987[3] : France
- janvier 1988 : Wybrzeże Gdańsk
- janvier 1989[4] : Roumanie
- janvier 1990[5] : Univ Neva Leningrad
- janvier 1991[6] : France
- mai 1992[7],[8] : CEI
- septembre 1993[9] : Teka Santander
- décembre 1994[10] : RK Celje
- septembre 1995[11] : CD Bidasoa Irún
- septembre 1996 : CB Ademar León
- septembre 1997 : RK Celje
- août 1998[12] : RK Celje
- septembre 1999 : RK Celje
- décembre 2000 : France
- décembre 2001 : CSKA Moscou
- décembre 2002 : Slovénie
- décembre 2003 : Medvedi Tchekhov
- janvier 2005 : France
- janvier 2006 : France
- janvier 2007[13]  : France
- janvier 2008 : Tunisie
- janvier 2009 : Serbie
- janvier 2010 : US Ivry
- mars 2011 : République tchèque
- septembre 2012 : US Ivry
- septembre 2013 : US Ivry
- août 2014 : Fenix Toulouse Handball
- août 2015 : RK Zagreb
- août 2016 : IFK Kristianstad
- septembre 2017 : US Ivry  face à l’Espérance sportive de Tunis[14]

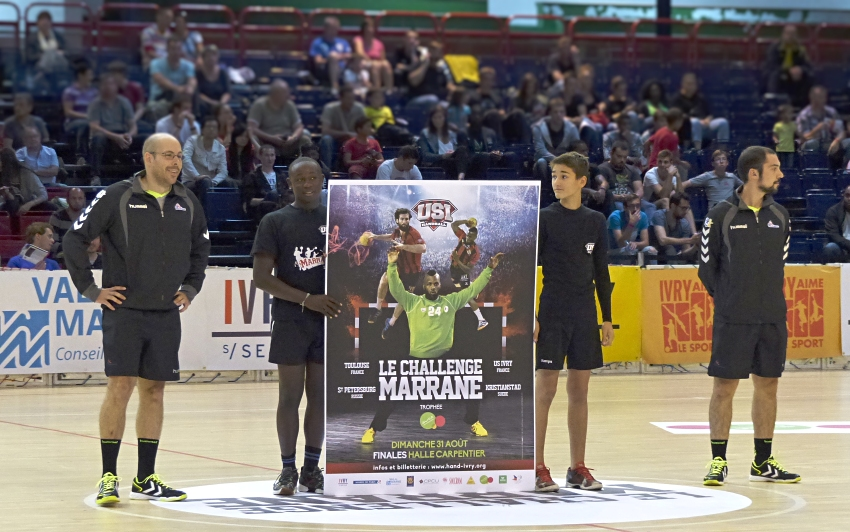
Le 31 août 2014.
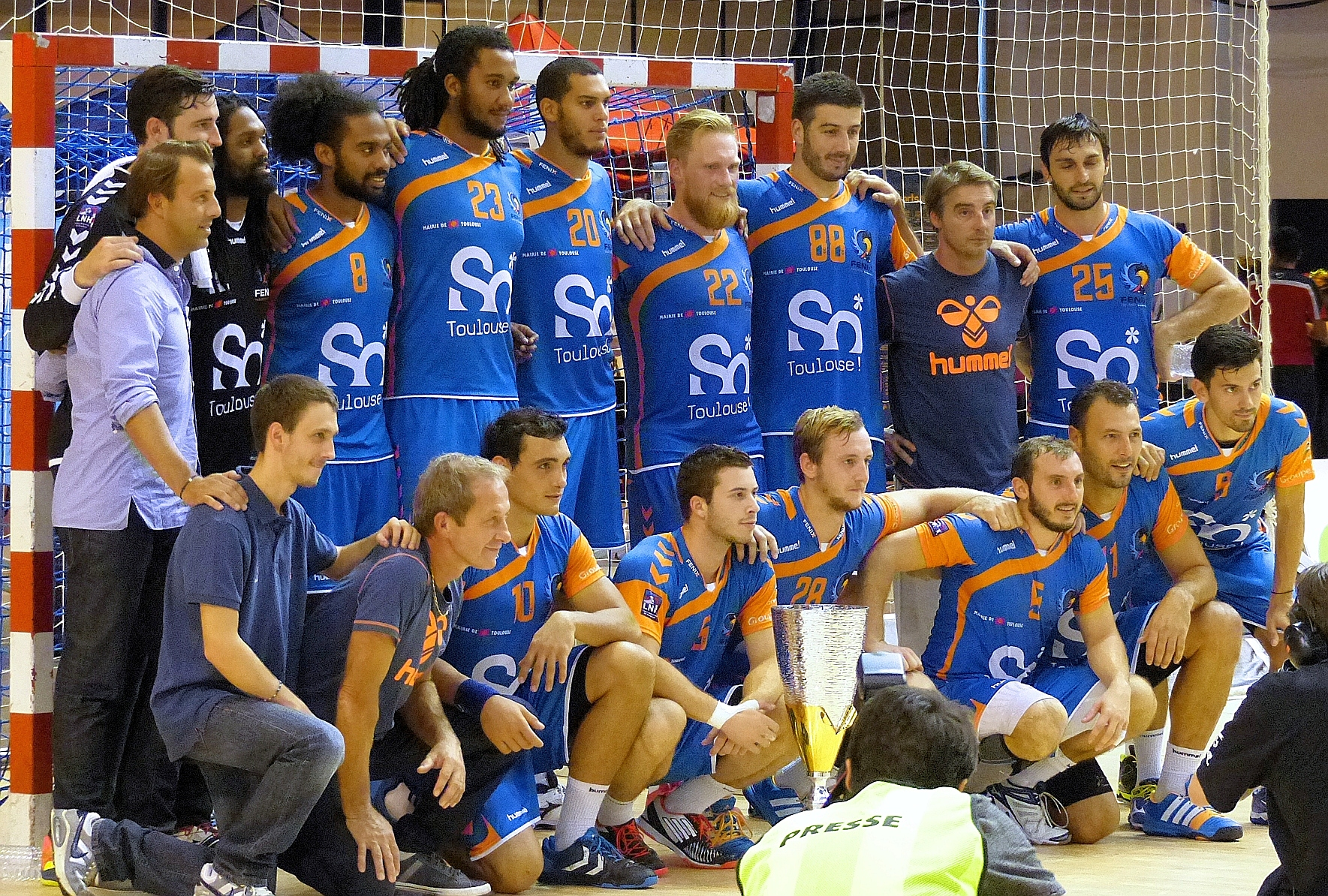
L'équipe du Fenix Toulouse Handball remporte le tournoi 2014. Le 31 août 2014.
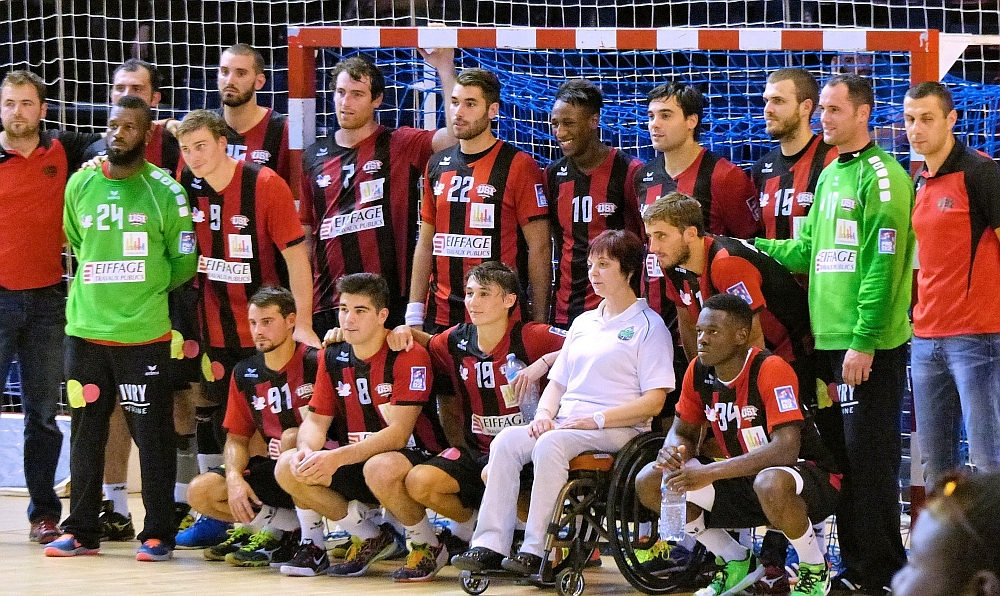
L'équipe de l'US Ivry, finaliste. Le 31 août 2014.
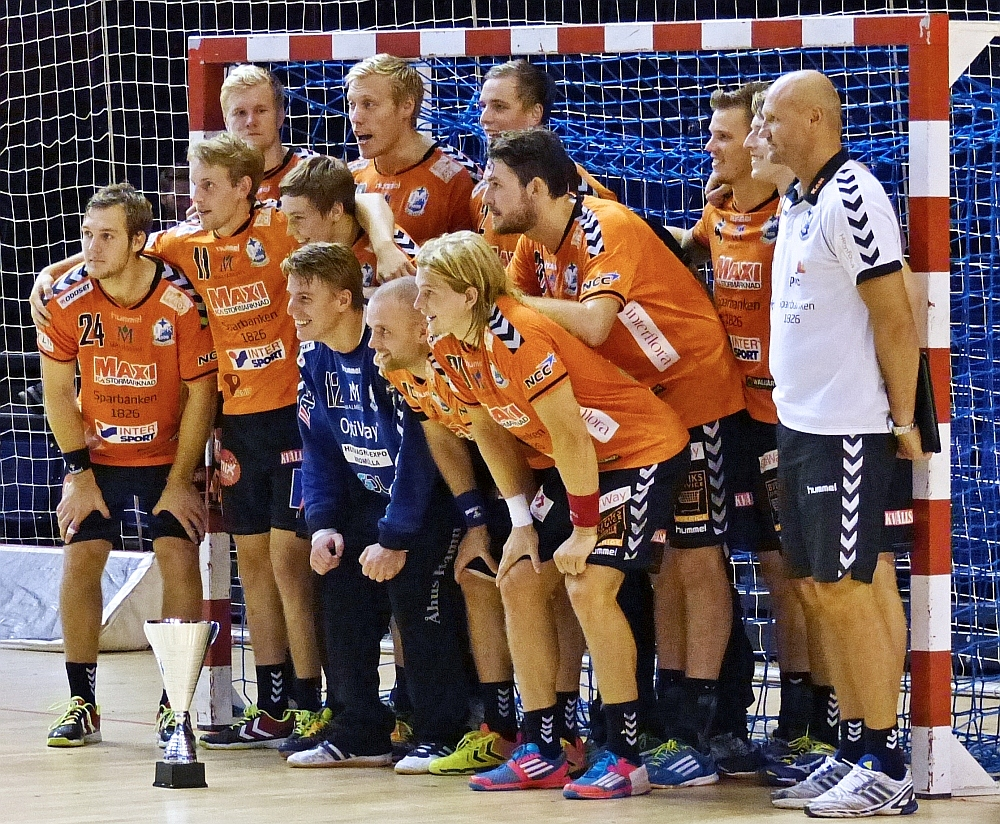
L'équipe suédoise de IFK Kristianstad, 3e du tournoi. Le 31 août 2014.